# Contatti (Bugo)
Contatti è il sesto album discografico del cantautore italiano Bugo, pubblicato il 4 aprile 2008 dalla Universal.

## Descrizione
L'album è uscito il 4 aprile 2008 ed è stato prodotto dal dj Stefano Fontana e Roberto Baldi per la casa discografica Universal. La fase di registrazione è avvenuta nel luglio 2007.
Quest'album è molto diverso dai precedenti, in quanto contenente canzoni con un sound quasi del tutto elettronico e dai testi più coerenti rispetto ai precedenti. Il cambiamento musicale è stato descritto da Bugo sia come il desiderio di staccarsi dal precedente album Sguardo contemporaneo, sia come necessità di rinnovare il suo antico amore per la musica elettronica.
Il disco è trainato soprattutto dal primo singolo estratto C'è crisi, che entra in rotazione sulle più importanti radio nazionali, in particolar modo su Radio Deejay, dove viene invitato più volte nel corso della promozione dell'album, e che consente a Bugo di partecipare a diverse trasmissioni televisive come Quelli che il calcio, Le invasioni barbariche e Scalo 76. Dopo il successo del secondo singolo Love Boat e ancora di più del terzo, Nel giro giusto, il disco porta Bugo a essere considerato in un'ottica mainstream.
L'idea di realizzare un disco che contenga "musica elettronica per una festa alienata" con l'intento di "unire il ballo all'alienazione contemporanea", è testimoniata nelle parole dell'artista e si manifesta in brani come Nel giro giusto, Primitivo e Balliamo un altro mese.
Per i tre singoli ufficiali estratti sono stati realizzati dei videoclip: C'è crisi e Love Boat per la regia di Lorenzo Vignolo, e Nel giro giusto sotto la regia di Soda Studio. Da segnalare altri tre videoclip realizzati in maniera non ufficiale: Felicità, con la regia di Federico Vitetta e Ty Evans (con la produzione di Spike Jonze), Che diritti ho su di te (live version), con un editing di immagini dal vivo realizzato da Cristian Dondi e La mano mia, realizzato dagli studenti di IED Visual di Milano.
The Bloody Beetroots realizzano un remix di La mano mia che nell'agosto 2008 viene inserito dal dj Steve Aoki in una compilation mix per Radio 1 della BBC di Londra.
Nel settembre del 2008 esce una riedizione dell'album che prevede, oltre alla scaletta originale, Love Boat (Roba remix) e Che diritti ho su di te (live version 2008).
Il disco viene promosso con un tour chiamato Nel giro giusto tour che parte nell'aprile 2008 per terminare nell'ottobre del 2009. Il tour è caratterizzato da un'atmosfera generale di tipo robotico-spaziale in sintonia con i suoni del disco e comprende una backing band chiamata I Replicanti, in stile Rockets (tre musicisti praticamente identici), una scenografia argento-riflettente con la scritta Contatti, una voce robotica di una luce rossa in stile HAL 9000 che canta su Nel giro giusto e Io mi rompo i coglioni, e una musica introduttiva dei live che ricalca la sequenza di cinque note usata nel film Incontri ravvicinati del terzo tipo.

## Tracce
1. Posso entrare?
2. C'è crisi
3. Nel giro giusto
4. Primitivo
5. Love Boat
6. Le buone maniere
7. La mano mia
8. Felicità
9. Balliamo un altro mese
10. Sesto senso
11. Posso uscire per favore?

Tracce bonus
1. Love Boat (Roba remix)
2. Che diritti ho su di te (live version 2008)

## Musicisti
- Bugo - voce, basso, batteria, chitarra, sintetizzatore, tastiere
- Beatrice Antolini - pianoforte, cori
- Ruben Gardella - batteria, flauto
- Evandro Cesar Dos Reis - cavaquinho, chitarra acustica, chitarra elettrica, cori
- Abdoullai Kader Traorè - percussioni
- Roberto Baldi - tastiere
- Zenima - cori
- Giorgio Canali - cori (tracce 4, 6, 7)

### Tecnico del suono
- Giovanni Gasparini